# 基思·克拉奇
基思·克拉奇（英語：Keith J. Krach；1957年4月1日—）是美国企業家、外交官和慈善家。他是DocuSign的前董事長兼首席執行官。克拉奇與他人共同創立了Ariba，擔任董事長兼首席執行官，並因其在B2B商務和數字交易管理領域的工作而受到認可。克拉奇擔任Angie's List董事長。克拉奇是史上最年輕的通用汽車副總裁。他曾擔任普渡大學董事會主席。
2019年1月18日，唐納·川普總統在美國國務卿邁克·蓬佩奧的推薦下提名克拉奇為經濟發展与能源環境次卿。2019年3月23日，在俄亥俄州參議員波特曼和印第安納州楊參議員的介紹之後，克拉奇出現在參議院外交關係委員會會議上，概述了他在經濟發展，環境，能源政策和立場。2019年4月3日，克拉奇的提名獲得了委員會的認可。2019年6月20日，參議院投票通過了他的任職。

## 早年
克拉奇出生在一個美國俄亥俄州平凡家庭，父親經營一間機具店，主要客源是美國通用汽車等底特律3大汽車公司的供應商，母親是當老師。12歲開始，柯拉克在父親店裡幫忙做焊接活。他回憶，景氣好的時候，父親店裡最多請過5個員工，待他們像家人一般；「但景氣不好時，我則是他的唯一員工，我看著父親經歷被迫資遣他所信任團隊的痛苦。」
父親的夢想就是他能受大學教育並成為一名工程師，以幫忙把家裡的店擴展成10人規模的公司。通用汽車後來提供柯拉克全額獎學金，讓他得以在普度大學主修工程學，之後還順利取得哈佛商學院企管碩士學位。

## 政府服務

### 訪問臺灣
2020年9月17日至19日，克拉奇率團访问臺灣。他是美国国务院自1979年以来访问中华民国官职最高的官员。此行，克拉奇會見總統蔡英文，以及出席故前總統李登輝的告別禮拜。此前的8月31日，美國在台協會（AIT）在脸书发文提及，美国国务院亚太助理国务卿史達偉宣布，克拉奇將參與美台雙邊「經濟與商業對話」。但克拉奇在台期间并未举办。國民黨籍立委鄭麗文在脸书发文透露，原訂18日與經濟部舉辦的台美經濟與商業對話已取消。改為相關政府官員、AIT邀請工商團體参加的「閉門會議」，柯拉克仍會參加。
在他访台期间及稍后，中华人民共和国方面采取了台海军演、共機擾台、否认台灣海峽中線等一系列军事、政治动作。國防安全研究院《2020中共政軍發展評估報告》形容为“中华人民共和国對台灣軍事恫嚇的強度”“達到1996年台海危機後近20年來的最高點”:79。
2021年1月21日，中華人民共和國外交部宣佈對28名美國人及其親屬實施制裁，克拉奇是其中1人。